# Скадарлія
20000 44°49′04″ пн. ш. 20°27′51″ сх. д. / 44.8178° пн. ш. 20.4643° сх. д.

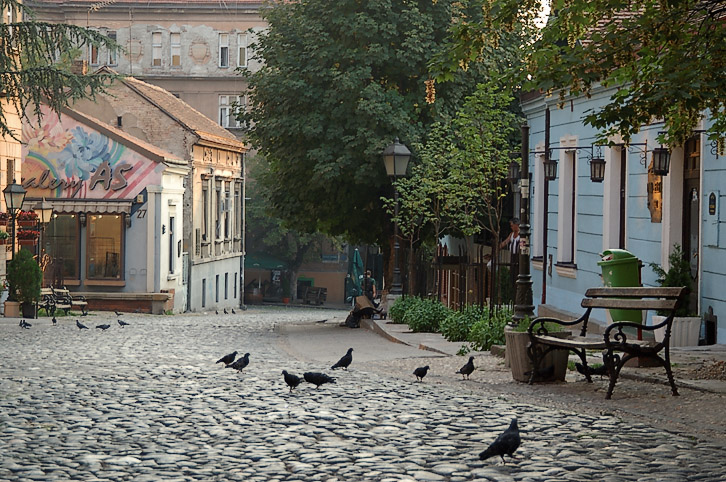
Скадарська вулиця

Скадарлія (серб. Скадарлија, Скадарска вулиця) — старовинний квартал Белграда, столиці Сербії. Розташований в громаді Старі-Град, вважається богемною частиною міста і часто порівнюється з Монмартром в Парижі.

## Розташування
Квартал Скадарлія розташований на північний схід від Площі Республіки і тягнеться уподовж Скадарської вулиці, довжина якої становить 590 м.

## Історія
Історія вулиці бере початок з 30-х років XIX століття, з моменту появи циганського поселення в покинутих траншеях перед кріпосним валом. План міста 1854 року розповідає про те, що на місці циганських халуп виникли цегляні будинки ремісників, торговців і дрібних клерків. Проте назва Циганський квартал зберігалося до 1872 року, коли місце стало називатися Скадар на честь середньовічної столиці Сербії (зараз — Шкодер в Албанії).
Скадарлія стала набувати свого богемного характеру в останні два десятиліття XIX століття і особливо, починаючи з 1901 року, після зносу кафани (корчми) «Дарданелли», де жили відомі городяни, письменники і актори, які стали переїжджати в готелі Скадарлії. Найзнаменитішими з них були «Три шешири» («Три капелюхи»), «Два јелена»(«Два олені»), «Златні келих» («Золотий кубок»), «Бандист», «Схід», «Гільдія», «Вук Караджич» і «Два сержанти». Деякі з них збереглися досі.
Остання частина вулиці завершується атріумом. Будинок Джури Якшича, відомого поета і художника, що жив і помер в Скадарлії, перетворився на місце зустрічі поетів на Скадарлійських вечорах.
Після другої світової війни від перебудови вулицю врятував архітектор Углеша Богунович, виступивши в журналі «Politika» в 1957 році. Скадарлію перетворили на живий музей і в 1968 році відремонтували. Через 9 років за ініціативою Парижу, Скадарлія стала офіційно називатися Монмартром Белграда. У кварталі досі зберігся свій кодекс, символи (тростина, гвозика і капелюх) і прапор, що піднімається на початку сезону.

## Знамениті особи
Тут жили і творили письменники, поети і публіцисти Борислав Станкович, Йован Йованович, Янко Веселинович, Мілован Глішич, Сімо Матавуль, Радое Доманович, Воїслав Іліч, Іво Чипіко, Велько Петрович, Станіслав Вінавер, Браніслав Нушич, Стеван Сремац, грали ролі актори і актриси Ілля Станоєвич, Вела Нигрінова, Добріца Мілутинович, Жанка Стокич, тут надовго зупинялися хорватські поети і письменники Тваней Уєвич і Густав Крклец, бував Іван Бунін.

## Фототека

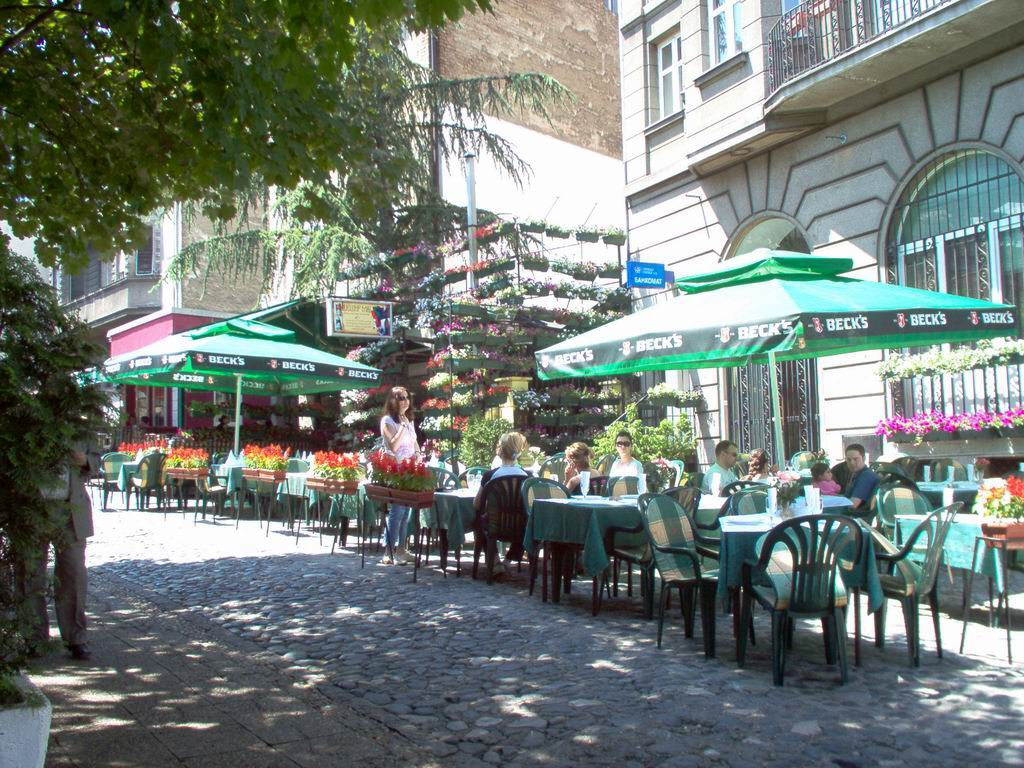
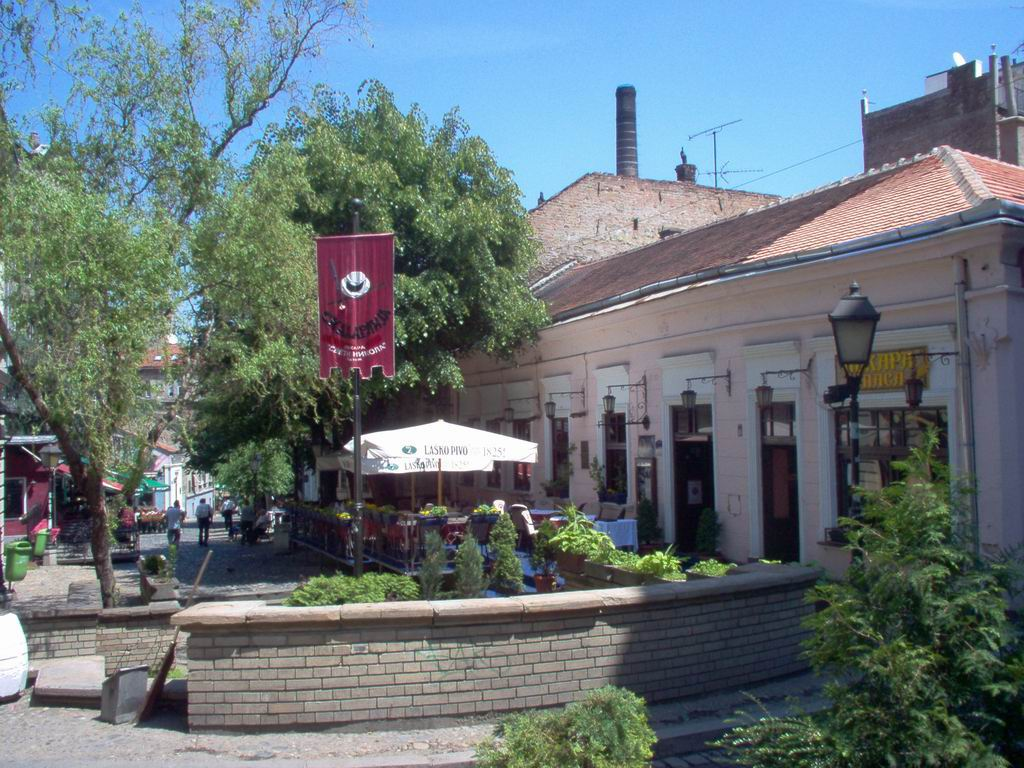
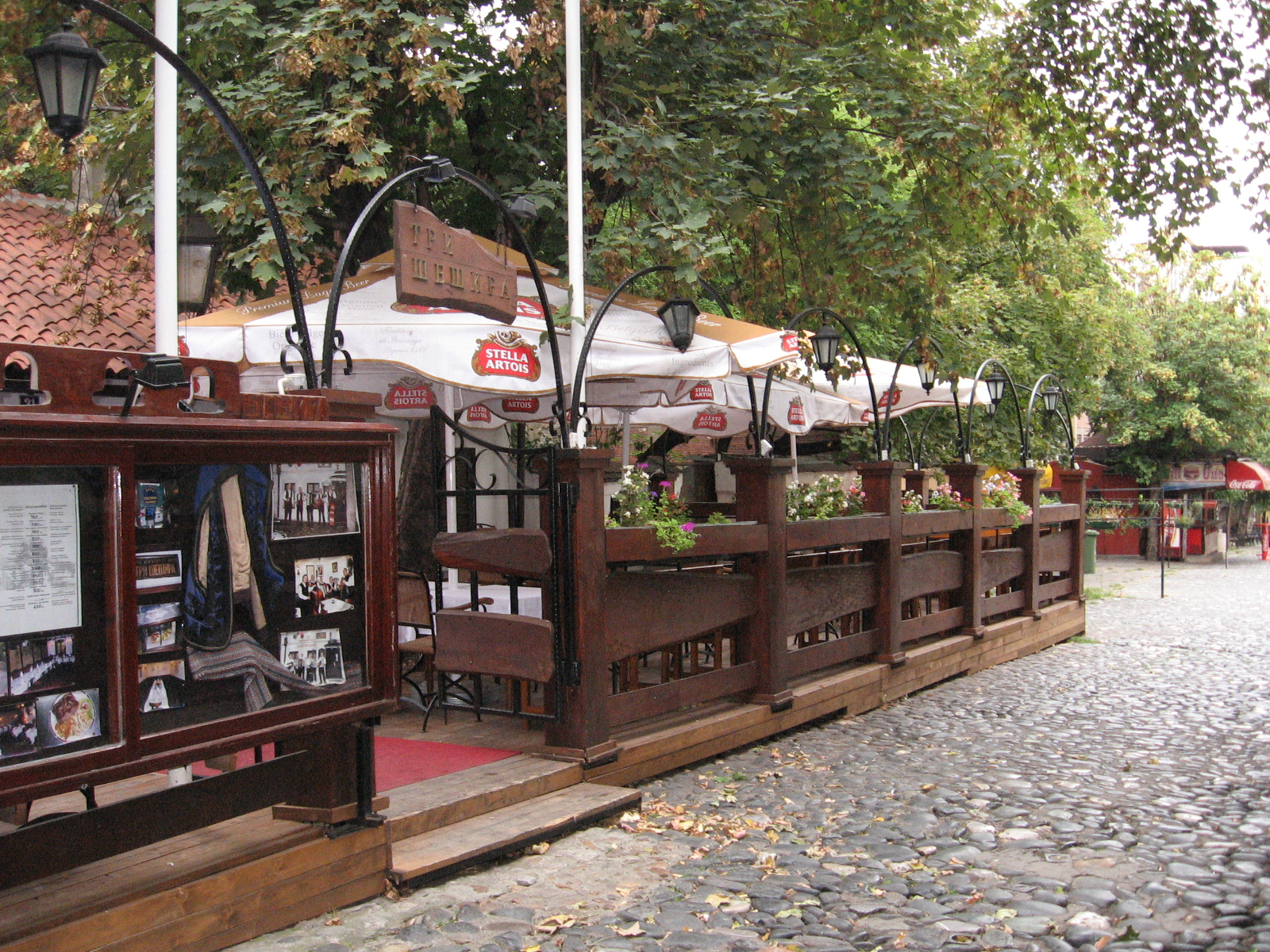
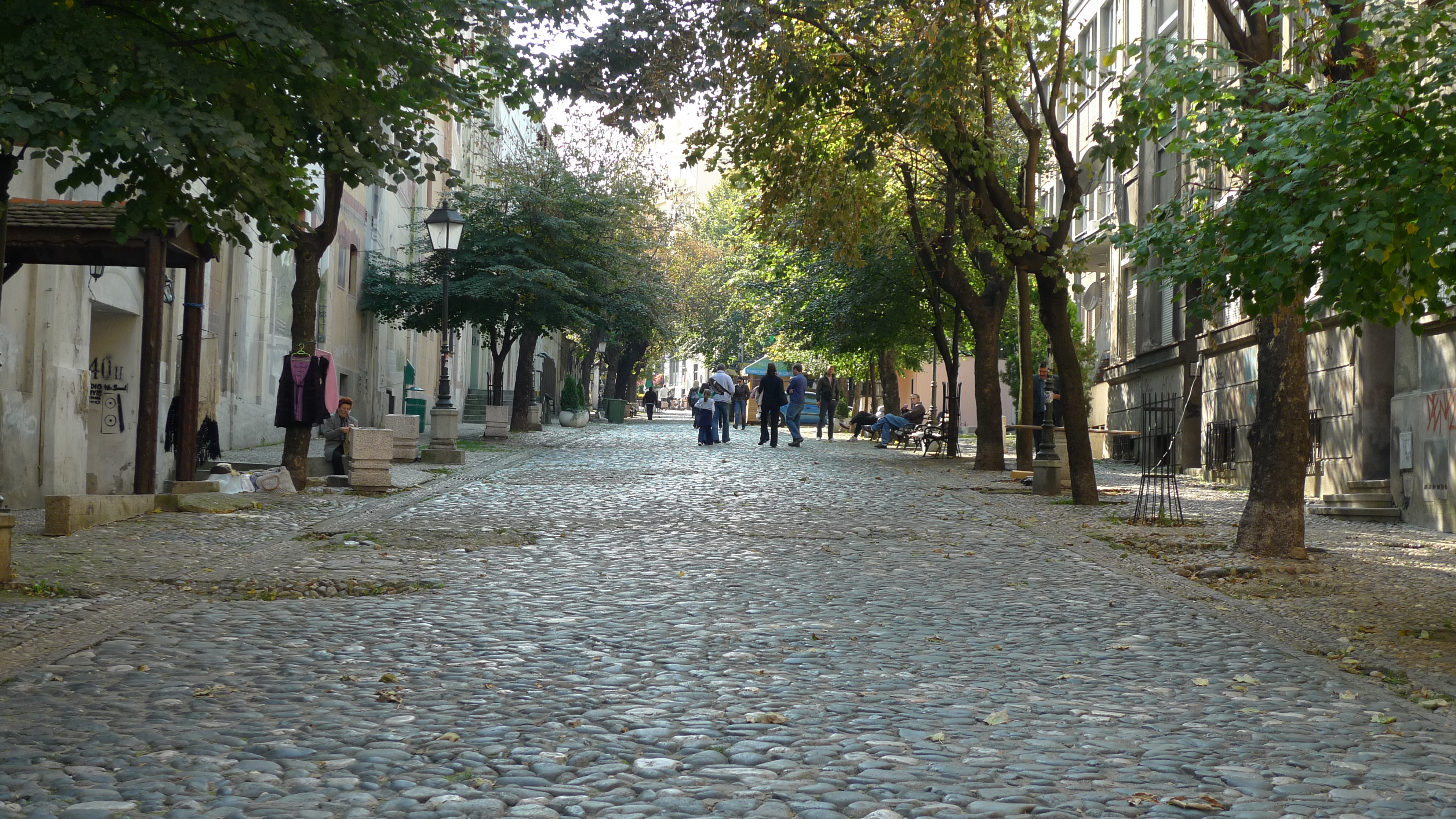
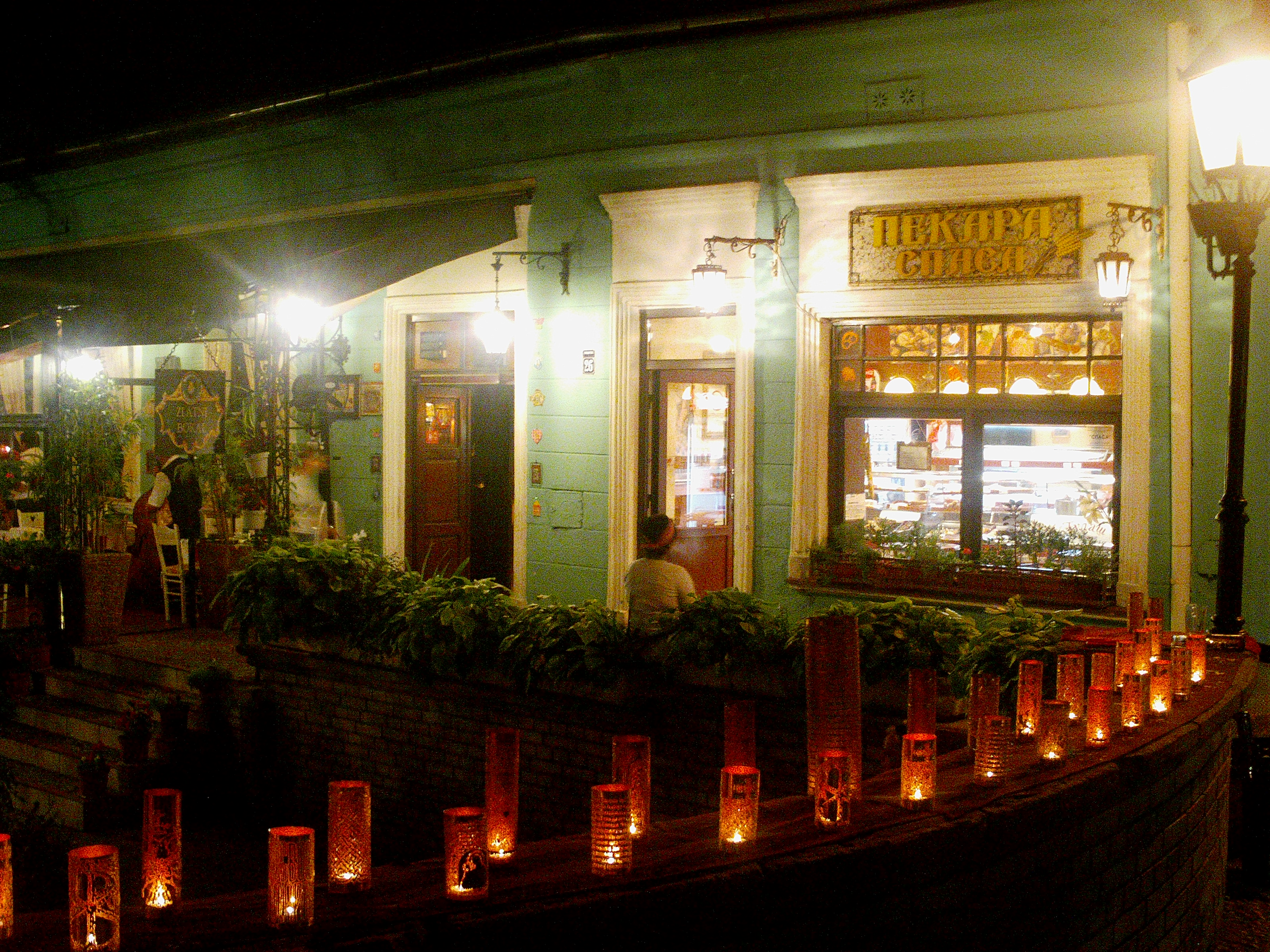
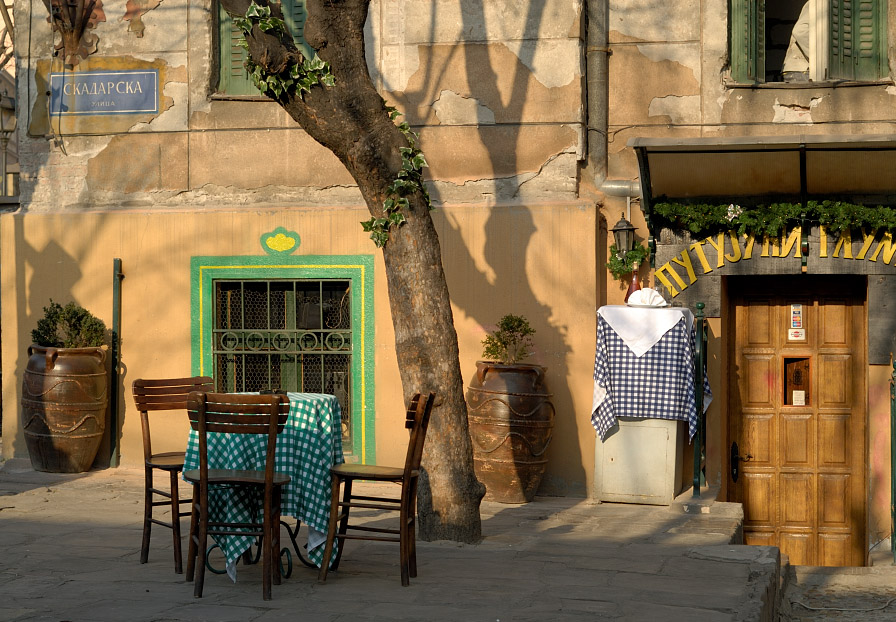